# Great Stambridge
Great Stambridge är en by i Stambridge, Rochford, Essex, England. År 1934 blev den en del av den då nybildade Stambridge. Parish hade 355 invånare år 1931. Byn nämndes i Domedagsboken (Domesday Book) år 1086, och kallades då Stanbruge.